# 容妃
容妃，古代中国妃嫔封号。明清皆有此封号。明初设立诸妃位号，有贤妃、淑妃、庄妃等。其后有容妃。